# دورل مویش
دورل مویش (به انگلیسی: Dorel Moiș) ژیمناست زادهٔ ۱ ژوئیهٔ ۱۹۷۵ میلادی اهل کشور رومانی است.